# Seehundbrunnen
Der Seehundbrunnen ist eine denkmalgeschützte Brunnenanlage im Münchener Stadtbezirk Schwabing-West. Er wurde 1936 von dem Bildhauer Emil Manz geschaffen.

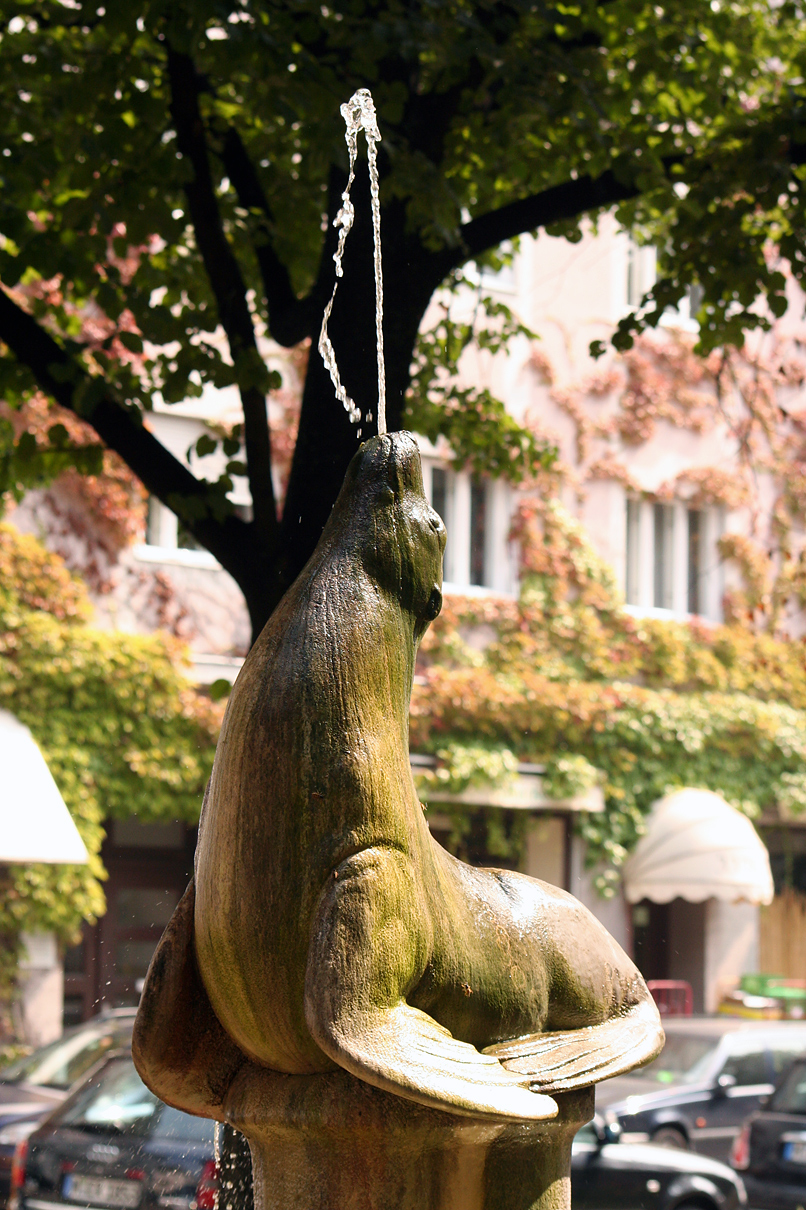
Seehundbrunnen, Detail

Der Brunnen befindet sich in einer kleinen Parkanlage auf dem Viktoriaplatz. Er heißt zwar Seehundbrunnen (Hundsrobbe), zeigt jedoch auf einem knospenähnlichen Steinsockel die Bronzefigur eines Seelöwen, einer Ohrenrobbe.
Das Wasser des Brunnens ist Trinkwasser und dient zur Erfrischung.